# Сорда (платформа)
Сорда — остановочный пункт ведомственной Гайно-Кайской железной дороги (ГКЖД). Расположена в посёлке Сорда Верхнекамского района Кировской области. Осуществляет пассажирские операции.

## Описание
Остановочный пункт располагается на перегоне Верхнекамская — Заводская ГКЖД, на 198 километре однопутной неэлектрифицированной железнодорожной ветви Яр — Лесная. Находится на юго-восточной окраине посёлка Сорда.
Платформа лежит с юго-западной стороны от железнодорожной линии. Состояла из короткого деревянного настила, который вплотную примыкал к навесу, также сделанному из дерева. К юго-востоку от платформы к главному пути железнодорожной линии примыкает подъездной путь к промзоне исправительной колонии посёлка Сорда.

## Пригородное следование по станции
С 2010 года регулярное пригородное сообщение с платформой Сорда отсутствует в связи с прекращением пассажирского движения на Гайно-Кайской железной дороге. Ближайшей к платформе действующей пассажирской остановкой является станция Верхнекамская, расположенная в 18 километрах к юго-востоку в посёлке Рудничный.